# Noisia
A NOISIA elektronikus zenét (drum and bass, azon belül is a "neurofunk") játszó holland trió, tagjai a kezdetek (1998) óta Nik Roos, Martijn van Sonderen és Thijs de Vlieger.

Egymást Groningen (Hollandia) városában ismerték meg, majd ugyanitt megkezdték zenei pályafutásukat, ekkor azonban még csak hobbi szinten. Mostanra már széles zenei skálán alkotnak, beleértve a House-t és a Breakbeat-et is. A Noisia világszerte ismertté vált és mára már két lemezkiadó cégre is szert tett (Vision és Division Recordings).

## Életrajz
A tagok a helyi graffitis közösségben találkoztak, majd Nik és Thijs szoros barátságot kötöttek és 1998-ban elkezdtek zenélni. Amikor először találkoztak a drum and bass ritmusvilágával, azonnal áttértek erre a műfajra és lassacskán teljesen magukévá tették.
Martijn közreműködésével, aki már tapasztalt volt a zene terén (hiphop producer/zongora), mielőtt társult volna Thijshez és Nikhez.
Egy kis idő után az Interneten rájöttek, hogy ez egy remek módja a rengeteg zenei stílus felfedezésének és a számok terjesztésének. Az első Noisia-szám, ami érdeklődést ért el, egy nagyobb kiadótól (Mayhem) egy produkciós fórumon volt fellelhető, ez az érdeklődés nagy motivációt adott arra, hogy fejlesszék a Noisia hangzását. Egy, a stúdió felszerelésekbe való befektetés és egy, a hangzás emelése iránti elkötelezettség után 2003 februárjában napvilágot látott az a felvétel, ami az első kiadott Noisia-szám lett: a "Tomahawk", amiben közreműködött Mayhem on Paul Reset's, és a Nerve Recordings adta ki. A második szám a "Silicon" címet kapta, amit a Mayhem rövid, de produktív állomása után írtak. A Silicon/Tomahawk 2003 augusztusában lett kiadva, és ezután elkezdtek gördülni az események.
Napjainkban a Noisia a Drum and Bass világának egyik meghatározó formációja, rengeteg fellépéssel. Minden kisebb-nagyobb DnB klubban lehet hallani Noisia nótákat, és 2009-ben a Noisia egy tagja, Thijs zenét kevert a Volt Fesztivál utolsó napján, átütő sikert aratva.

### Számok
A Noisia az összes zenéjét a legnagyobb Drum N bass kiadókon keresztül jelentette meg, mint pl. a Subtitles, Rob Playford Moving Shadowja, Ram Records, Virus Recordings és a Renegade Hardware. Együttműködtek ismert Drum & Bass művészekkel, mint például Teebee-vel, Phaceszel, a Black Sun Empire-rel vagy a Bad Company-val. Remixeltek néhány számot, pl. a Konflict – Messiah című DnB himnuszt, vagy a Pendulum és a Freestylers együttműködése után megszületett nótát, a Painkillert. Őket is remixelték, pl. Teebee és Matrix.
A holland együttes Gutterpunk nevű számát sokat játszotta a BBC Radio 1.
Nem olyan rég Robbie Williams is mutatott érdeklődést a Noisia iránt. Moby egyik számát, az Alice című nótát is megremixelték, és egy pörgős Drum & Bass számot készítettek belőle. Moby úgy nyilatkozott, hogy "Sok Alice-remixet hallottam már, de a Noisia remixe a legjobb, és személyes kedvencem."
2008 júniusában megjelent egy mix CD a FabricLive kiadó jóvoltából. Ez a lemez rengeteg saját számot tartalmaz, amik különböző ütemeket és zenei stílusokat tartalmaznak.
2009 februárjában megjelent a The Prodigy – 'Omen' szám remixe.

### Fellépések
Minden héten, Noisia DJ néhány nagyobb Európai városban, mint Amszterdam, London, Moszkva, Budapest, Bécs, Oslo, Athén, Berlin, Madrid, Párizs, Szentpétervár, Krakkó, Zürich, Lisszabon, Belfast,
Róma, Ljubljana, Prága, Brüsszel, Marseille, Edinburgh, Bukarest, Kolozsvár, Helsinki. Már túl vannak hat amerikai turnén, kettő ausztráliai turnén és jártak már Izraelben és Dél-Afrikában is egy-egy fellépésen.